# Michal Karbownik
Michal Karbownik (Radom, 2001. március 13. –) lengyel válogatott labdarúgó, az angol Brighton & Hove Albion hátvédje.

## Pályafutása

### Klubcsapatokban
Karbownik a lengyelországi Radom városában született. Az ifjúsági pályafutását a Zorza Kowala és a Młodzik 18 Radom csapatában kezdte, majd a Legia Warszawa akadémiájánál folytatta.
2019-ben mutatkozott be a Legia Warszawa első osztályban szereplő felnőtt keretében. 2020. október 4-én négyéves szerződést kötött az angol első osztályban szereplő Brighton & Hove Albion együttesével. 2020 és 2023 között a Legia Warszawa, a görög Olimbiakósz és a német Fortuna Düsseldorf csapatát erősítette kölcsönben. A német klubnál először a 2022. augusztus 14-ei, Greuther Fürth ellen 2–2-es döntetlennel zárult mérkőzés 90. percében, Tim Oberdorf cseréjeként lépett pályára. Első gólját 2022. november 11-én, a Kaiserslautern ellen hazai pályán 2–1-re elvesztett találkozón szerezte meg.

### A válogatottban
Karbownik az U15-östől az U21-esig szinte minden korosztályos válogatottban képviselte Lengyelországot.
2020-ban debütált a felnőtt válogatottban. Először a 2021. október 7-ei, Finnország ellen 5–1-re megnyert mérkőzésen lépett pályára.

## Statisztikák
2023. május 28. szerint
| Klub                            | Szezon   | Osztály             | Bajnokság | Bajnokság | Kupa  | Kupa | Nemzetközi | Nemzetközi | Összesen | Összesen |
| Klub                            | Szezon   | Osztály             | Meccs     | Gól       | Meccs | Gól  | Meccs      | Gól        | Meccs    | Gól      |
| ------------------------------- | -------- | ------------------- | --------- | --------- | ----- | ---- | ---------- | ---------- | -------- | -------- |
| Legia Warszawa                  | 2019–20  | Ekstraklasa         | 28        | 0         | 5     | 0    | —          | —          | 33       | 0        |
| Legia Warszawa                  | 2020–21  | Ekstraklasa         | 8         | 0         | 1     | 0    | 4          | 0          | 13       | 0        |
| Legia Warszawa                  | Összesen | Összesen            | 36        | 0         | 6     | 0    | 4          | 0          | 46       | 0        |
| Brighton & Hove Albion          | 2020–21  | Premier League      | 0         | 0         | 1     | 0    | —          | —          | 1        | 0        |
| Brighton & Hove Albion          | 2021–22  | Premier League      | 0         | 0         | 1     | 0    | —          | —          | 1        | 0        |
| Brighton & Hove Albion          | Összesen | Összesen            | 0         | 0         | 2     | 0    | 0          | 0          | 2        | 0        |
| Olimbiakósz (kölcsönben)        | 2021–22  | Super League Greece | 7         | 0         | 1     | 0    | 1          | 0          | 9        | 0        |
| Fortuna Düsseldorf (kölcsönben) | 2022–23  | 2. Bundesliga       | 26        | 1         | 1     | 0    | —          | —          | 27       | 1        |
| Összesen                        | Összesen | Összesen            | 69        | 1         | 10    | 0    | 5          | 0          | 84       | 1        |

### A válogatottban
| Válogatott    | Év       | Pályára lépés | Gól |
| ------------- | -------- | ------------- | --- |
| Lengyelország | 2020     | 3             | 0   |
| Lengyelország | 2023     | 1             | 0   |
| Összesen      | Összesen | 4             | 0   |

## Sikerei, díjai
Legia Warszawa
- Ekstraklasa
  - Bajnok (2): 2019–20, 2020–21

Olimbiakósz
- Super League Greece
  - Bajnok (1): 2021–22

Egyéni
- Ekstraklasa – A Szezon Hátvédje: 2019–20
- Ekstraklasa – A Szezon Fiatal Játékosa: 2019–20
- Ekstraklasa – A Hónap Fiatal Játékosa: 2019 december